# NGC 5721
NGC 5721 é uma galáxia lenticular (S0) localizada na direcção da constelação de Boötes. Possui uma declinação de +46° 40' 28" e uma ascensão recta de 14 horas, 38 minutos e 53,0 segundos.
A galáxia NGC 5721 foi descoberta em 16 de Abril de 1855 por William Parsons.